# 吳惠媛
吳惠媛（韓語：오혜원，1986年3月13日—），韓國女演員。

## 演出作品

### 劇集
- 2018年：JTBC《Life》飾演 鄭韋元
- 2018年：MBC《赤月青日》飾演 車世京[3]
- 2019年：tvN《60天，指定倖存者》飾演 禹新英
- 2019年：OCN《他人即地獄》飾演 孫宥貞
- 2020年：MBC《一起吃晚餐嗎？》飾演 林素拉
- 2021年：JTBC《人間失格》飾演 客戶（EP1）
- 2021年：tvN《憂鬱症》飾演 盧妍宇
- 2021年：KBS2《Drama Special—普通的在華》飾演 朴秀珍
- 2022年：tvN《殺人者的購物目錄》飾演 蔬菜
- 2023年：tvN《運氣好的日子》飾演 盧賢智[4]
- 2024年：Netflix《殺人者的難堪》飾演 李宥晶[5]
- 2024年：Disney+《照明商店》飾演 文宥娜
- 待定：《經銷商河科長》[6]

### 電影
- 2016年：《末代公主》飾演 衣裝室職員[7]（出道作品）
- 2018年：《那才是我的世界》飾演 福子的保鑣
- 2019年：《老千：獨眼傑克》飾演 調酒師
- 2020年：《＃ALIVE》飾演 女警察官
- 待定：《301汽車旅館殺人事件》

## 外部連結
- 吳惠媛的Instagram帳戶
- 吳惠媛在NAVER上的资料
- 吳惠媛在Daum上的资料
- 吳惠媛在韩国电影数据库（KMDb）上的資料（韓語）